# آرچی گری (بازیکن فوتبال، زاده ۲۰۰۶)
آرچی گری (انگلیسی: Archie Gray؛ زادهٔ ۱۲ مارس ۲۰۰۶) بازیکن فوتبال اهل انگلستان است که در پست هافبک میانی برای  باشگاه تاتنهام در لیگ برتر انگلستان بازی می‌کند.
از باشگاه‌هایی که در آن بازی کرده‌است می‌توان به باشگاه فوتبال لیدز یونایتد و تاتنهام اشاره کرد.
وی همچنین در تیم‌های ملی فوتبال زیر ۱۵ سال انگلستان، زیر ۱۶ سال انگلستان، زیر ۱۷ سال انگلستان، زیر ۱۹ سال انگلستان، و زیر ۲۰ سال انگلستان بازی کرده‌است.